# Алгоритм знаходження кореня n-го степеня
Арифметичним коренем n-го степеня {\displaystyle {\sqrt[{n}]{A}}} додатного дійсного числа A називається додатний дійсний розв'язок рівняння
{\displaystyle x^{n}=A}
(для цілого n існує n комплексних розв'язків даного рівняння якщо A > 0, але тільки один з них є додатним і дійсним).
Існує алгоритм знаходження кореня n-го степеня, який швидко сходиться:
1. Початкове значення послідовності покласти рівним {\displaystyle x_{0}} (груба оцінка значення кореня);
2. Задати {\displaystyle x_{k+1}={\frac {1}{n}}\left[(n-1)x_{k}+{\frac {A}{x_{k}^{n-1}}}\right]};
3. Повторювати крок 2 до досягнення потрібної точності.

Частковим випадком є ітераційна формула Герона для знаходження квадратного кореня, яка отримується підстановкою n = 2 в пункт 2:
{\displaystyle x_{k+1}={\frac {1}{2}}\left(x_{k}+{\frac {A}{x_{k}}}\right).}
Існує декілька виводів даного алгоритму. Один з них розглядає алгоритм як частковий випадок методу Ньютона (також відомого як метод дотичних) для знаходження нулів функції f(x) з заданням початкового наближення. Хоча метод Ньютона і є ітераційним, він сходиться дуже швидко. Метод має квадратичну швидкість збіжності — це означає, що кількість вірних розрядів у відповіді подвоюється з кожною ітерацією (тобто, для прикладу, збільшення точності знаходження відповіді з 1 до 64 розрядів потребує лише 6 (64 = 26) ітерацій). У зв'язку з цим даний алгоритм використовується в комп'ютерах як дуже швидкий метод знаходження квадратних коренів.
Для великих значень n даний алгоритм стає менш ефективним, оскільки потребує обчислення {\displaystyle x_{k}^{n-1}} на кожному кроці, який, однак, може бути обчислений за допомогою алгоритму швидкого піднесення до степеня.

## Виведення з використанням методу Ньютона
Метод Ньютона — це метод знаходження нулів функції f(x). Загальна його ітераційна схема наступна:
1. Задати початкове наближення {\displaystyle x_{0}};
2. Задати {\displaystyle x_{k+1}=x_{k}-{\frac {f(x_{k})}{f'(x_{k})}}};
3. Повторювати крок 2, доки не буде досягнута необхідна точність.

Задача знаходження кореня n-го степеня може бути розглянута як знаходження нуля функції
{\displaystyle f(x)=x^{n}-A.}
Похідна цієї функції дорівнює
{\displaystyle f^{\prime }(x)=nx^{n-1}.}
Тоді ітераційне правило:
{\displaystyle x_{k+1}=x_{k}-{\frac {f(x_{k})}{f'(x_{k})}}=x_{k}-{\frac {x_{k}^{n}-A}{nx_{k}^{n-1}}}=x_{k}+{\frac {1}{n}}\left[{\frac {A}{x_{k}^{n-1}}}-x_{k}\right]={\frac {1}{n}}\left[{(n-1)x_{k}+{\frac {A}{x_{k}^{n-1}}}}\right]}
приводить до алгоритму знаходження кореня n-го степеня.